# Jan Badura (działacz robotniczy)
Jan Badura (ur. 27 listopada 1898 w Czechowie, zm. 16 listopada 1966 w Rybniku) – działacz polskiego, rosyjskiego i francuskiego ruchu komunistycznego.

## Życiorys
Pochodził z ziemi pińczowskiej. W dzieciństwie wraz z rodzicami Janem i Agnieszką (z domu Widlińską) zamieszkał na stałe w Sosnowcu, ojciec pracował w hucie Katarzyna. Przez pięć lat był uczniem szkoły w Sosnowcu, po czym podjął pracę w Będzinie. Po wybuchu I wojny światowej znalazł się w Rosji. Początkowo pracował na Dworcu Fińskim w Petersburgu, a od 1915 w tamtejszej fabryce Metalizator. W czasie rewolucji lutowej został członkiem Czerwonej Gwardii i brał udział w rewolucji październikowej. Później służył w mariańskim pułku, a w lutym 1918 wstąpił do Armii Czerwonej. Pod Pskowem dostał się do niewoli niemieckiej i został przewieziony do Czerska. Tam też ciężko zachorował i musiał leczyć się w szpitalu jeszcze po odzyskaniu przez Polskę niepodległości. 
Po powrocie do Sosnowca podjął w październiku 1919 pracę w kopalni Hrabia Renard, wstąpił także do Komunistycznej Partii Robotniczej Polski. Był również działaczem w klasowym związku zawodowym. W sierpniu 1926, zagrożony aresztowaniem, wyjechał do Francji, gdzie podjął pracę w kopalni Beraudiere w Ricamarie. Niedługo po przyjeździe do Francji rozpoczął działalność w Confédération générale du travail unitaire, a kilka miesięcy później także w Komunistycznej Partii Francji. W sierpniu 1927 został aresztowany. Ponieważ groziło mu wydalenie, często zmieniał odtąd pracę i miejsce pobytu, nie zaprzestał jednak swej działalności. Ponownie prawo pobytu uzyskał dopiero w 1936 i zamieszkał w Saint-Chamond, gdzie znalazł zatrudnienie w fabryce. Jako członek Komunistycznej Partii Francji działał w Międzynarodowej Organizacji Pomocy Rewolucjonistom, Towarzystwie Przyjaciół ZSRR i Zarządzie Okręgowego Koła Przyjaciół Dziennika Ludowego. Brał udział w organizowaniu pomocy dla Republiki Hiszpańskiej. 10 lutego 1941 został aresztowany przez Niemców i uwięziony w obozie w Le Vernet, a po czterech miesiącach wysłany do Niemiec na przymusowe roboty. W lipcu 1942 uciekł do Francji i działał w ruchu oporu. W czerwcu 1943 roku ponownie został aresztowany. Ponieważ ciężko zachorował, został zwolniony z obozu z nakazem pobytu w Saint-Chamond, gdzie był pod stałą kontrolą. Był współzałożycielem Polskiej Partii Robotniczej we Francji.
W 1944 został uwolniony przez partyzantów i udał się do szpitala na operację żołądka. Po wyjściu ze szpitala podjął się działalności politycznej i w grudniu 1944 został wybrany na I Zjazd Polonii Francuskiej. We wrześniu 1945 roku został skarbnikiem Organizacji Pomocy Ojczyźnie w Paryżu. W grudniu 1945 uczestniczył w I Zjeździe Polskiej Partii Robotniczej w Warszawie. W lipcu 1946, na I Zjeździe Polskiej Partii Robotniczej we Francji wszedł w skład Komitetu Obwodowego PPR we Francji, którego został skarbnikiem. W maju 1948 wraz z rodziną powrócił do Polski, gdzie powierzono mu stanowisko burmistrza Mirska. Od 1 stycznia 1949 do marca 1950 był I sekretarzem Komitetu Miejskiego Polskiej Zjednoczonej Partii Robotniczej w Mirsku. Przez kolejne trzy miesiące pracował w Komitecie Powiatowym PZPR w Lwówku Śląskim, a następnie został przewodniczącym Prezydium Powiatowej Rady Narodowej w Środzie Śląskiej.
W 1949 został odznaczony Złotym Krzyżem Zasługi. Otrzymał też Krzyż Oficerski Orderu Odrodzenia Polski.
Z uwagi na zły stan zdrowia 1 października 1951 został wicedyrektorem uzdrowiska w Iwoniczu-Zdroju. Po roku przeprowadził się do Katowic i do września 1953 kierował Wojewódzkim Urzędem Kontroli Prasy. Następnie przeniósł się do Rybnika i pracował w Zakładach Metalowych Huta Silesia. Po przejściu, z powodu choroby, 1 września 1957 na rentę uczestniczył jeszcze w życiu partyjnym. 
Zmarł 16 listopada 1966. Został pochowany na cmentarzu Parafii Św. Barbary w Sosnowcu 19 listopada 1966. Miał żonę Janinę (z domu Pietras, 1905-1997) i syna Zenona.